# 886
886是885與887之間的自然數。

## 在數學中
- 合數，正因數有1、2、443和886。
質因數分解為{\displaystyle 2\times 443}。
- 虧數，真因數和為446，虧度為440。
- 不尋常數，大於平方根的質因數為443。
- 半質數。
- 無平方數因數的數。
- 十进制的奢侈數。

## 在人類文化中
- 西元886年和前886年

## 在其它領域中
- 中華民國(中國台灣)的國際電話區號